# Cécilia Berder
Cécilia Berder (Morlaix, 13 de diciembre de 1989) es una deportista francesa que compite en esgrima, especialista en la modalidad de sable.
Participó en dos Juegos Olímpicos de Verano, obteniendo una medalla de plata en Tokio 2020, en la prueba por equipos (junto con Sara Balzer, Manon Brunet y Charlotte Lembach), y el quinto lugar en Río de Janeiro 2016, en la prueba individual.
Ganó ocho medallas en el Campeonato Mundial de Esgrima entre los años 2009 y 2019, y nueve medallas en el Campeonato Europeo de Esgrima entre los años 2008 y 2024.
En los Juegos Europeos de Cracovia 2023 consiguió una medalla de oro en la prueba por equipos.

## Palmarés internacional
| Juegos Olímpicos   | Juegos Olímpicos      | Juegos Olímpicos  | Juegos Olímpicos  |
| Año                | Lugar                 | Medalla           | Prueba            |
| ------------------ | --------------------- | ----------------- | ----------------- |
| 2020               | Tokio (Japón)         | Medalla de plata  | Sable por equipos |
| Campeonato Mundial |                       |                   |                   |
| Año                | Lugar                 | Medalla           | Prueba            |
| 2009               | Antalya (Turquía)     | Medalla de plata  | Sable por equipos |
| 2010               | París (Francia)       | Medalla de bronce | Sable por equipos |
| 2014               | Kazán (Rusia)         | Medalla de plata  | Sable por equipos |
| 2015               | Moscú (Rusia)         | Medalla de plata  | Sable individual  |
| 2017               | Leipzig (Alemania)    | Medalla de bronce | Sable individual  |
| 2017               | Leipzig (Alemania)    | Medalla de bronce | Sable por equipos |
| 2018               | Wuxi (China)          | Medalla de oro    | Sable por equipos |
| 2019               | Budapest (Hungría)    | Medalla de plata  | Sable por equipos |
| Juegos Europeos    |                       |                   |                   |
| Año                | Lugar                 | Medalla           | Prueba            |
| 2023               | Cracovia (Polonia)    | Medalla de oro    | Sable por equipos |
| Campeonato Europeo |                       |                   |                   |
| Año                | Lugar                 | Medalla           | Prueba            |
| 2008               | Kiev (Ucrania)        | Medalla de bronce | Sable por equipos |
| 2014               | Estrasburgo (Francia) | Medalla de plata  | Sable por equipos |
| 2015               | Montreux (Suiza)      | Medalla de plata  | Sable por equipos |
| 2016               | Toruń (Polonia)       | Medalla de plata  | Sable por equipos |
| 2017               | Tiflis (Georgia)      | Medalla de bronce | Sable por equipos |
| 2018               | Novi Sad (Serbia)     | Medalla de plata  | Sable individual  |
| 2018               | Novi Sad (Serbia)     | Medalla de bronce | Sable por equipos |
| 2019               | Düsseldorf (Alemania) | Medalla de bronce | Sable por equipos |
| 2024               | Basilea (Suiza)       | Medalla de oro    | Sable por equipos |